# 內海賢二
内海賢二（本名為同音的内海健司，1937年8月26日—2013年6月13日），是日本男性配音员，贤Production的创始人。
2013年6月13日，內海賢二因癌性腹膜炎於日本東京都逝世。

## 代表作品及人物

### 電視动画
- 《北斗神拳》——拉奥
- 《北斗神拳2》——拉奥、加奥
- 《天使心》——坂东实道（第42~43话）
- 《少年德川家康》——旁白
- 《波羅五號》——德‧贝尔干
- 《鬥將戴摩斯》——巴兰多库
- 《圣斗士星矢》——奥丁（小宇宙之声）
- 《甲贺忍法帖》——蓑念鬼
- 《名侦探柯南》——土方幸三郎、大楠友之
- 《乔尼亚斯奥特曼》—— 大河原大介
- 《猎人》——船长
- 《钢之炼金术士》——阿历克斯‧鲁伊‧阿姆斯特朗
- 《阿拉蕾》——则卷千兵卫
- 《JOJO的奇妙冒险》——丹尼‧J‧达比
- 《青出于蓝》——小葵的父親
- 《七龍珠》——神龙、裁判、瑞特总帅、则卷千兵卫、武泰斗
- 《七龍珠Z》——利库姆、神龙
- 《七龍珠GT》——神龙
- 《第一神拳》——鸭川会长
- 《银魂》——魔死吕威下愚藏（第107~108话）
- 《宠物小精灵超世代》——国王（AG44~45）
- 《怪医黑杰克》——友引警官
- 《真魔神 冲击！Z篇》——冥王哈迪斯/暗之帝王
- 《七龍珠改》——神龙
- 《NEEDLESS (超能力大战)》——基多
- 《肯普法》——火刑狮子
- 《肯普法 为了爱》——火刑狮子
- 《魔法使莎莉》——莎莉的爸爸/魔法王國的國王、莎莉的爺爺/魔法王國的大國王
- 《马赫GoGoGo》（1967年版）——六乡警官
- 《銀之匙 Silver Spoon》——轟剛
- 《小公主優希》——魔界國王

2004年
- 妄想代理人（川津明雄）

### OVA
- 《银河英雄传说》——席列特元帅
- ——帝王哥魯
- 《Macross Plus》——超新星计划开发主任米酵
- 《振听自摸毋需改革》——太祖
- 《乌龙派出所》Jump Festa Anime Tour'85——两津勘吉

### 剧场版动画
- 《魔神Z对暗黑大将》——兽魔将军
- 《宇宙飞碟大战争》——布拉奇队长
- 《纪末救世主伝说 北斗の拳》——拉奥
- 《名偵探柯南 第14號獵物》——宍户永明
- 《鋼之鍊金術師 香巴拉的征服者》——亞力士·路易·阿姆斯壯
- 《鋼之鍊金術師 嘆息之丘的聖星》——亞力士·路易·阿姆斯壯
- 《風起雲湧！夕陽下的春日部男孩》——

#### 《哆啦A夢》大長篇劇場版系列
- 《哆啦A夢之大雄的宇宙開拓史》——ボーガント
- 《哆啦A夢之大雄的銀河超特急》——天帝
- 《哆啦A夢之大雄的發條都市冒險記》——熊虎鬼五郎
- 《哆啦A夢之大雄的宇宙漂流記》——アンゴルモア
- 《哆啦A夢之新大雄的恐龍》（2006年版）——ドルマンスタイン

### 特摄
- 《超異象之謎》（1966年）——铃木副队长（配音，第5集）
- 《超人力霸王葛雷》（1991年澳大利亚TV）——日语版旁白（第7～13集）
- 《超人力霸王帕瓦德》（1993年美国TV）——拉塞尔‧埃德伦德队长（日語配音）
- 《梦比优斯奥特曼》（2007年TV）——暗黑宇宙大皇帝安培拉星人（配音，第47~50集）
- 《奥特曼嘉年华舞台剧 星空之泪》（2008年舞台剧）——暗黑宇宙大皇帝安培拉星人（配音）

### 广告
- BANDAI FC游戏：《筋肉人——筋肉星王位争夺战》

### 游戏
- 《真‧侍魂零SPECIAL》——凶国日轮守我旺
- 《超级机器人大战》系列——帝王高鲁、德‧贝尔干
- 《機動戰士GUNDAM戰記_Lost_War_Chronicles》——道格拉斯·洛登
- 《世纪末救世主伝说 北斗の拳》（PS）——拉奥
- 《北斗の拳 审判の双苍星 拳豪列传》（ARC、PS2）——拉奥
- 《纷争 最终幻想》——Garland（From FF1）
- 《大怪兽格斗 ULTRA MONSTERS NEO Galaxy Legend》——暗黑宇宙大皇帝安培拉星人
- 《纷争012：最终幻想》——Garland（From FF1）

### 外語片日文配音

#### 007系列
- 《第七號情報員續集》（From Russia with Love，TBS/朝日電視台版）：格蘭特（勞勃蕭飾演）
- 《金鋼鑽》（Diamonds Are Forever，東京放送第二版）：詹姆斯龐德（史恩康納萊飾演）
- 《生死關頭》（Live And Let Die，TBS版）：黑人老大（耶佛哥圖飾演）
- 《太空城》（Moonraker，TBS版）：崔斯先生（麥可朗斯代爾飾演）
- 《黎明生機》（The Living Daylights，TBS版）：惠特克（喬唐貝克飾演）
- 《明日帝國》（Tomorrow Never Dies，富士電視台版）：傑克‧韋德（喬唐貝克飾演）
- 《巡弋飛彈》（Never Say Never Again，富士電視台/朝日電視台版）：艾利米奧·拉果（克勞斯·馬利亞·布朗道爾飾演）

#### 《駭客任務》系列
- 莫斐斯（勞倫斯·費許朋飾演，富士電視台播出版配音）

#### 其他作品
- 《百戰天龍》：賈大頓（TBS日語配音版）
- 《湯瑪士小火車》（Thomas and Friends，富士電視台版第一至第八季）：高登
- 《丁丁歷險記》（The Adventures of Tintin，90年代版）：哈達克船長